# Walid Allati
Walid Allati (en arabe : وليد العلاطي) est un footballeur algérien né le 1er août 1991 à El Bayadh. Il évolue au poste d'arrière droit à la JSM Tiaret.

## Biographie
Il évolue en première division algérienne avec son club formateur, l'USM El Harrach, puis au NA Hussein Dey. Il dispute actuellement 63 matchs en inscrivant 8 buts en Ligue 1.
En juillet 2019, il rejoint le club Algérois, le MC Alger.
Il dispute la Coupe de la confédération saison 2018-19 avec le NAHD. Il joue neuf matchs en inscrivant un seul but dans cette compétition. Il dispute aussi au Championnat arabe des clubs 2017.
Il dispute la Ligue des champions de la CAF saison 2020-21 avec le MCA. Il joue quatre matchs dans cette compétition.